# Malcolm Shotton
Malcolm Shotton (Newcastle upon Tyne, 16 febbraio 1957) è un allenatore di calcio ed ex calciatore inglese, di ruolo difensore.

## Carriera

### Club
Ha iniziato la carriera nel Leicester City, ma non è mai riuscito ad imporsi come titolare. Ha quindi giocato per il Nuneaton Town, prima di firmare per l'Oxford United nel 1980. Ha formato una rispettabile coppia difensiva assieme a Gary Briggs ed è diventato capitano della rosa che è arrivata fino in First Division, partendo dalla Third Division. Il suo momento più importante da calciatore è stato quando ha sollevato la Football League Cup 1985-1986, al Wembley Stadium.
Alla fine della stagione seguente, è stato acquistato dal Portsmouth. Ha successivamente giocato per Huddersfield Town, Barnsley, Hull City e Ayr United, prima di chiudere la carriera al Barnsley.

### Dopo il ritiro
Shotton, dopo il ritiro, è diventato assistente dell'allenatore del Barnsley. Nel 1998, è tornato all'Oxford in veste di manager, sostituendo Malcolm Crosby. Dopo il successo iniziale, è riuscito a condurre la squadra fino ad un buon undicesimo posto in classifica in Football League Division One. Comunque, nel campionato successivo, ha rassegnato le dimissioni a causa del pessimo andamento della squadra, in quel momento ventunesima in classifica. L'Oxford è poi retrocesso al termine della stagione.
È stato poi assistente dell'allenatore del Bristol City.

## Palmarès

### Giocatore

#### Competizioni nazionali
- Coppa di Lega inglese: 1

Oxford United: 1985-1986
- Campionato inglese di seconda divisione: 1

Oxford United: 1984-1985
- Third Division: 1

Oxford United: 1983-1984